# Roman Marcinkowski

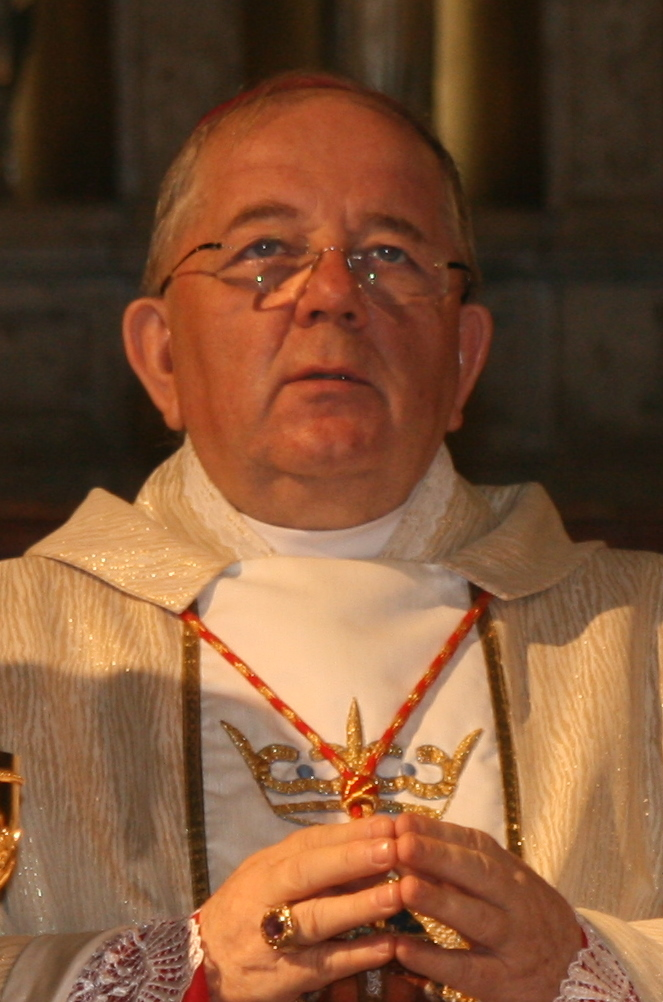
Weihbischof Roman Marcinkowski

Roman Adam Marcinkowski (* 28. Februar 1942 in Szczutowo, Polen) ist ein polnischer römisch-katholischer Geistlicher und emeritierter Weihbischof in Płock.

## Leben
Roman Marcinkowski empfing am 13. Juni 1965 durch den Weihbischof in Płock, Piotr Dudziec, das Sakrament der Priesterweihe.
Am 23. Februar 1985 ernannte ihn Papst Johannes Paul II. zum Titularbischof von Bulla Regia und bestellte ihn zum Weihbischof in Płock. Der Erzbischof von Warschau, Józef Kardinal Glemp, spendete ihm am 13. April desselben Jahres die Bischofsweihe; Mitkonsekratoren waren der Koadjutorbischof von Płock, Zygmunt Kamiński, und der Weihbischof in Warschau, Bronisław Dąbrowski FDP.
Papst Franziskus nahm am 13. April 2017 seinen altersbedingten Rücktritt an.